# チャパエフ (巡洋艦)
チャパエフ(Чапаев)はソ連の68-K計画巡洋艦である。ヴァシリー・チャパエフに敬意を表して命名された。

## 艦歴
レニングラードの第189造船所で建造。建造番号305。1939年10月8日起工。1940年9月25日海軍リストに登録。1941年4月28日進水。艦長、G. A. ヴィゼル。1941年9月10日工事中断、モスボール。1950年5月16日竣工。
1950年9月19日、第4海軍に編入。1951年7月30日、北方艦隊に移る。1952年1月25日、SF第6飛行隊に編入。1958年4月18日、練習巡洋艦とされる。1960年2月6日、宿泊船「PKZ-25」となる。
1963年4月12日除籍。翌年、ムルマンスク市鉄屑処理場で解体。

上甲板と上部構造物のない船体は、ゼレニー岬の対岸にあるコラ湾のミンキノ集落の沿岸境界に着底し、海岸線の堤防部分の基礎となった。この盛り土の上に、海洋北極地質探査隊の倉庫と基地、漁業集団農場「ウダルニク」の工場が建設された。2つの海洋北極地質探査隊の浮体係留が、ごく部分的に埋められた巡洋艦の船体に係留されている。

## 歴代艦長
- 1946.12～1949.01 ドレヴニツキー・ヴァシリー・マルチノヴィチ（補佐）司令官[4] 元巡洋艦 「クラスニー・カヴカズ 」司令官
- 1947年 -～1949年 - 1等艦長 メシチェルスキー・ニコライ・ヨシフォビッチ
- 1949年10月～1951年02月 - アバシュヴィリ・ゲオルギ・セミョノヴィチ
- 1952年～1956年 - バビィ・ヴィクトル・ステパノヴィッチ1等大尉
- 1956年～1957年 - フェドロフ・セルゲイ・ミハイロビッチ1等大尉

## 事件
1949年10月1日、定期外洋航海から帰港後、海岸から1.3マイル（約2.5km）の距離にあるタリン外港に停泊中、N.I. メッシェルスキーは、海況3ポイント、風況4ポイントで、乗組員の15％をタリンまで解雇することを許可した。第8海軍の補助艦・港湾部と艦隊司令部から、海岸への輸送のためのタグボート提供の要請に対して肯定的な回答が得られなかったため、解雇された人々（約100名）は、19時過ぎに巡洋艦の16オールのモーターバークで2往復して送られた。その後天候が悪化したため、第8海軍本部は接岸地点での乗組員の解隊を禁止した。しかし、巡洋艦の司令官がこの命令を受けたのは、モーターバークが2回目の航海に出た後の20時30分であった。22時30分、解職された乗組員を引き取るため、巡洋艦は出港し、砲兵中尉K.I.ライブマン（砲塔指揮官）が乗組長に任命された。その1時間後、出航を待つために、除隊者のほとんどがマーチャント港の岸に集まり、本部が再びタグボートの提供を拒否したとき、K.I.ライブマンは、海運経験のないまま、航海長の不在中にバークの指揮を執り、乗組員の配置を誤り、適切な予防措置を講じなかった。マーチャント港を出港する際の天候（風向7度）が不安定だったため、過積載の本船は波に覆われ、港の船舶や水上バイクが道路に停泊していたため、適時に救助することができなかった。ライプマン自身を含む54人の乗組員と、S.オルドショニキゼ（SSZ No.189）の名を冠した工場の作業員2人の合計56人が死亡した。助かったのは3人の船員だけで、彼らは波と風によってタンカーコヴシャの側面に押し流された。
1952年3月26日、巡洋艦チャパエフはコラ湾への帰港中、指揮官であるA.P.ポドルツキー大尉の誤った行動のため、戦闘任務の練習（天候の急激な悪化のため中断）のために一緒に向かっていた駆逐艦オトヴァージュヌイに衝突された。衝突の結果、巡洋艦はアフターパイプを破壊され、下士官2名が死亡した。駆逐艦は、尖塔までの前端が損傷した。
1959年5月30日、大西洋のフェロー諸島に向けて航行中のチャパエフは、強い嵐に巻き込まれ、船に深刻な損傷を与えた（防波堤、換気ファンなどが破壊されたが、主なものは船中部に沿った甲板の破損であった）。その結果、航海は中断を余儀なくされ、船は緊急修理のためにクロンシュタットに送られた。